# Kurt Hoffmann
Kurt Hoffmann, född 12 november 1910 i Freiburg im Breisgau, Kejsardömet Tyskland, död 25 juni 2001 i München, Tyskland, var en tysk filmregissör. Han var son till filmfotografen Carl Hoffmann som stod för fotot till mängder av tyska stumfilmer. Kurt Hoffmann regisserade nära 50 filmer och hade sina största framgångar på 1950-talet.
På 1930-talet blev han assisterande regissör till Reinhold Schünzel. Han arbetade även som assistent för Wolfgang Liebeneiner och Erich Engel. Han debuterade som långfilmsregissör 1939 med Heinz Rühmann-filmen Ungkarlarnas paradis. 1952 regisserade han för första gången den schweiziska skådespelaren Liselotte Pulver i komedin Klettermaxe och de skulle senare arbeta tillsammans i många filmer. Han stod senare för regin till Erich Kästner-filmatiseringar av Det flygande klassrummet och Tre män i snö vilka blev publika framgångar och fick beröm av kritiker. Han tilldelades sedan två Golden Globes för bästa utländska film för Svindlaren Felix Krull (1957) och Bedårande barn av sin tid (1958). Han sista långfilm Der Kapitän hade liksom hans första regiarbete Heinz Rühmann i huvudrollen. Han regisserade för TV sista gången 1976 och tilldelades 1979 Filmband in Gold för sin samlade karriär.

## Filmregi, urval
- 1939 – Hurra, jag är pappa!
- 1939 – Ungkarlarnas paradis
- 1943 – Ta hand om min fru!
- 1950 – Taxi-Kitty
- 1951 – Kärlekstrumpeten
- 1954 – Det flygande klassrummet
- 1955 – Tre män i snö
- 1955 – Jag tänker ofta på Piroschka
- 1956 – Idag gifter sig min man
- 1957 – Ett äventyr i Salzburg
- 1957 – Svindlaren Felix Krull
- 1958 – Bedårande barn av sin tid
- 1958 – Värdshuset i Spissart
- 1959 – Sommaren med Liselotte
- 1960 – Spökslottet
- 1960 – Lampenfieber
- 1963 – Två ska man vara
- 1963 – Liebe will gelernt sein
- 1965 – Das Haus in der Karpfengasse
- 1966 – Liselotte von der Pfalz
- 1971 – Der Kapitän